# Mali Birodalom

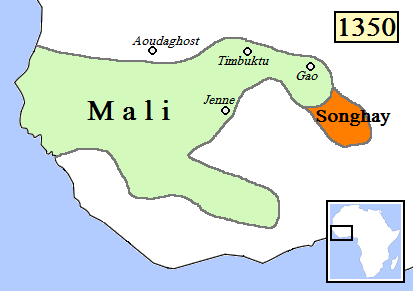
A Mali Birodalom kb. 1350 körül

Mali elhelyezkedése ma

A Mali Birodalom a 13. században kialakult állam volt, amely elsősorban óriási gazdagságáról és kulturális fejlettségéről ismert. A hagyomány szerint egy Szunjata nevű kultúrhérosz alapította, aki gyerekkorában nyomorék volt, és anyját ezért csúfolta a király többi felesége. Egy ideig száműzetésben élt, majd visszatért Ghánából és a királyt letaszítva a trónról ő lett az uralkodó. A birodalom a virágkorát a 14. században élte, államvallása az iszlám volt.
A 14. század végén a Mali Birodalom feje volt az akkori világ leggazdagabb uralkodója. Maga a birodalom Niger és Felső-Szenegál között, körülbelül a mai Mali délnyugati részén helyezkedett el, és a mande nyelvű vezetők szavannai őshazáján kívül magába foglalta a Száhelt, északon belenyúlt a sivatagba, délen pedig az esőerdőbe. Uralkodója a mansza címet viselte, ami az európai császári méltóságnak feleltethető meg.

## Út a Mali Birodalomba

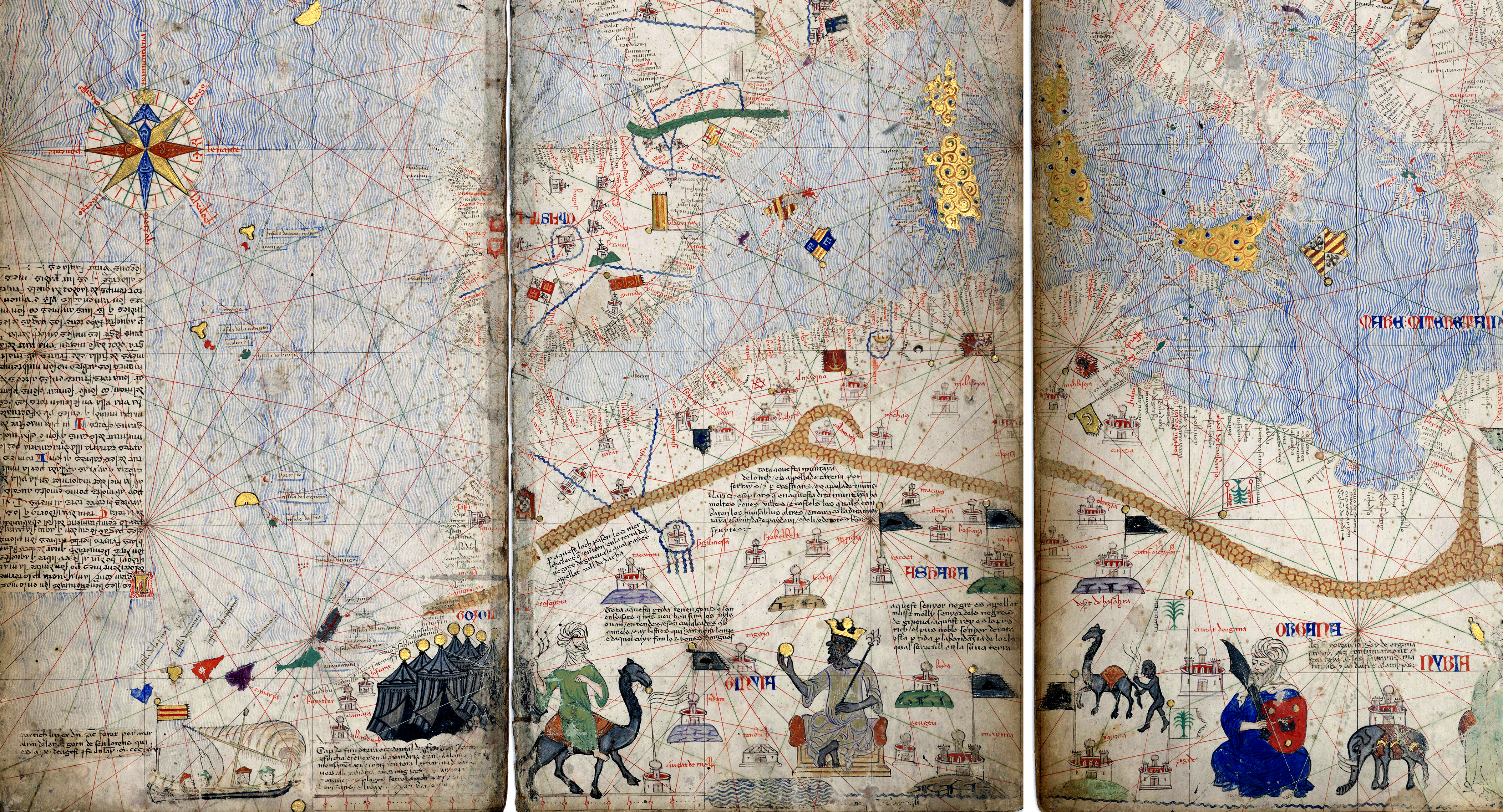
Abraham Cresques: Catalan Atlas

Mali szárazföldön alig, de tengeren jól megközelíthető állam volt. 1352-ben a muszlim kultúra egyik legviláglátottabb embere, Ibn Battúta Tangerből indult el élete utolsó expedíciójára, melynek végcélja a Mali Birodalom volt. Útja Sijilmassán keresztül vezetett Terhazzába, melyről azt írta, hogy visszataszító kisváros, melynek egyetlen érdekessége, hogy a házai és mecsetjei sótömbökből épültek. Innen aranyszállító karavánokkal akarta útját folytatni Mali felé, ahol állítólag annyi volt az arany, hogy a só háromszor-négyszer annyira értékesebb volt, miután áthaladt az országon. Az út emberpróbáló volt. A sivatagot tíznapos szakaszokban kellett átszelniük, víz nélkül, egy olyan területen, melyről azt tartották, hogy tele van démonokkal, és ahol nem volt semmilyen látható út vagy ösvény.

## A Mali Birodalom gazdasága
Malit az aranylelőhelyek tették dúsgazdaggá, és ezeknek a helyét titokként őrizték. Az arany észak felé hagyta el az országot, és szaharai kereskedők vitték el a mediterrán kikötőkbe. A hagyományok szerint az arany néma kereskedelem útján cserélt gazdát. Az egyik fél kirakta az áruját és visszavonult, a másik fél felvette azt, ami neki ebből az áruból kellett, és otthagyta a maga csereáruját.
Az arany eredetéről bizarr mesék terjedtek el. Egyesek szerint úgy nőtt, mint a répa, mások szerint a hangyák hozták fel a föld mélyéről a rögöket, megint mások szerint föld alatti üregekben lakó meztelen emberek bányászták ki. Valódi eredete valószínűleg Bure térsége volt, a Niger felső folyásának térsége, valamint a Gambia és a Szenegál folyók forrásvidéke, egy része pedig talán a Volta völgyéből származott.
A mali közvetítőknek sosem sikerült befolyást gyakorolniuk az arany kitermelőire. Ha megpróbálták kiterjeszteni a politikai befolyásukat a bányavidékre, az ottaniak felfüggesztették az arany kitermelését. Mali azonban ellenőrzése alatt tartotta a Szahara peremének számító Valátába és Timbuktuba vezető utakat, és ezzel az egész kereskedelmet.
A wangaráknak vagy dyuláknak nevezett kereskedő kaszt az államhatáron túl is terjeszkedett. Települést alapított többek között a Bengónál, az akanok országának északnyugati határán, ahol az őserdei főnököktől vették az aranyat. Amikor a portugálok 1482-ben aranykereskedő központot hoztak létre Elminában, a Volta torkolatától száz kilométerrel nyugatra (Elmina a mai Ghana területén van, és 1482-ben a portugálok egy erődszerű várat építettek ott fel, röviden Mina a neve, később azonban Szent György Vár volt a neve, és a rabszolgakereskedelem egyik helye volt, a "Nincs visszatérés" vára), egy Karamansza nevű uralkodóval kellett tárgyalniuk, akinek a neve a mali uralkodók egykori nagyságára utalt.

## A Mali Birodalom uralkodói

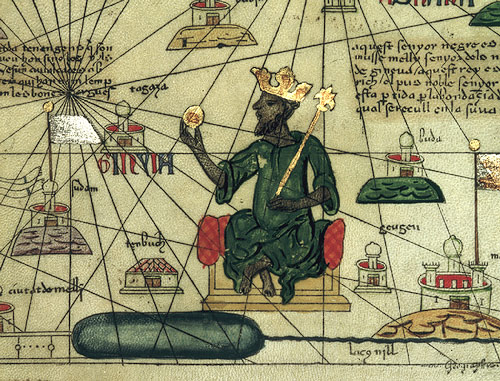
Musza mansza ábrázolása a Katalán Atlaszban

A birodalom ura a mansza címet viselte. Három mansza is teljesítette a háddzsot, vagyis a mekkai zarándoklatot. Közülük a leghíresebb a körülbelül 1312 és 1337 között uralkodó Musza mansza, aki 1334-ben rendkívül látványos módon zarándokolt el Mekkába. Több mint egy évig tartó útja megmutatta a világnak Mali erejét és gazdagságát. Egyiptomban még évszázadok múltán is emlegették, mert a mansza az ott töltött három hónapban olyan bőkezűen osztotta az aranyat, hogy annak értéke 10-25%-kal esett, és ezzel inflációt okozott. Ötvenezer dénárt adott a szultánnak, több ezer aranyrudat osztott ki az őt fogadó szentélyeknek és hivatalnokoknak. Bár induláskor 80-100, egyenként 300 font arannyal megrakott teve kísérte, visszafelé kölcsön kellett kérnie. Ezt állítólag úgy fizette vissza, hogy minden kölcsönkapott 300 dénár helyett hétszázat adott vissza.

## Társadalom és szokások
Az arab világutazó, ibn Battúta sokat panaszkodott a Mali Birodalomban élőkre, mivel azt írta, hogy nem ismerik a jó modort és megvetik a fehér embert. Undorodott az ételtől, bár nem tudta, milyen nagy költséggel és milyen messziről szállítják neki a kölest. Egyszer megbotránkozott azon, hogy valaki megfigyelte, amint a Nílus közepén éppen könnyített magán, de kiderült, a megfigyelő feladata az volt, hogy megóvja őt a krokodiloktól. Riasztó volt számára a nők arcátlansága és szexuális szabadsága, az azonban mély benyomást tett rá, hogy a gyerekeket láncon tartották addig, amíg meg nem tanulták a Koránt, továbbá dicsérte a feketék „irtózását az igazságtalanságoktól”.
A mansza palotájába érve bosszantotta az uralkodó személyes fukarsága, miközben a palota tele volt arannyal. A mansza napernyőjén aranymadár ült, aranyból volt a fejdísze, a tegeze és kardhüvelye is. A fényűző szertartásokat ostobának tartotta, különösen azt, amikor rigótollakkal ékesített udvari költők ugrándoztak, és „fából való fejet és csőrt” viseltek. A kannibál követeket a mansza egy rablánnyal ajándékozta meg – a követek később az áldozat vérével bekenve jelentek meg előtte, úgy fejezték ki köszönetüket. Ibn Battúta szerint szerencsére „úgy tartják, hogy a fehér ember emészthetetlen, mivel még nem érett”.
A mansza több tiszteletet kapott alattvalóitól, mint bármely más uralkodó. Minden fenséges volt, aminek a manszához köze volt: a testtartása, az udvaroncok százai, a kezében tartott ezüstpálca. Csak közvetítő útján szólt az elébe járulókhoz, és a földre borulva, arccal a porban kellett megalázkodni előtte. A szavait zengő hang üdvözölte, és szeszélyes tabuk vontak halált maguk után (például halállal büntették, ha valaki szandálban lépett elé vagy ha a füle hallatára tüsszentett). A környezet igen egzotikus volt. A mansza fogadószobája íves pavilon volt, ahol egy andalúziai költő énekelt. A főváros a bozót közepén állt, és téglából épült mecsetje volt.
Ibn Battúta leírásai természetesen megfelelő történeti kritikával értelmezendők, de fontos forrásai a korszak olyan kultúráinak, melyek Európától és a Közel-Kelettől elzárva fejlődtek.

## A Mali Birodalom hadereje
Már a birodalmat alapító Szunjata hadseregének is a lovasság volt az alapja. A mali lovaskatonák képét több terrakottaszobor őrzi. Ezeken a félig lehunyt szemű, vastag ajkú, felvetett fejű, sisakforgós lovasok merev tartással, a zablával a kezükben ülnek a lovon. Néhány közülük vértet és pajzsot vagy kötényszerű bőrpáncélt visel. A lovak véknyába díszítő motívumokat metszettek; lovasaik rövid pányvával és kinyújtott karral irányították őket.
A 14. század közepére ők szilárdították meg a mansza hatalmát nyugat felé a Gambia és a Szenegál alsó folyásáig, keletre pedig a Niger völgyének Gao alatti szakaszáig, délen a Niger felső folyásáig, északon pedig a Szaharáig. A kereskedők mentek utánuk, és átvették értékrendjüket.

## A Mali Birodalom hanyatlása
A birodalom saját elszigeteltségének esett áldozatául. Peremén lázadások törtek ki, gyakoriak voltak a külső betörések, a központban harcok alakultak ki a trónért, és ezek mind gyengítették az államot. Körülbelül 1360-tól Musza leszármazottai harcoltak a trónért fivére, Szulajmán mansza utódaival. A század vége felé a Niger legalsó részénél lakó szongájok elszakadtak a birodalomtól és Gao is elveszett. Mivel ez utóbbi volt a egyik fontos raktárállomás félúton az őserdő és a sivatag között, Mali monopóliuma is veszélybe került. Az 1430-as években tuaregek érkeztek a sivatagból, és bevették először Valátát, majd 1433-ban Timbuktut. 20 évvel később, amikor a Gambia folyón először felhajózó portugálok kapcsolatot létesítettek Malival, a mansza hatalma már csak a mandék eredeti hazájára korlátozódott.

## A Mali Birodalom ábrázolása a korabeli Európában
Amíg a birodalomnak csak a híre jutott el Európába, addig a mali államnak ragyogó imázsa volt. az 1320-as évekből származó mallorcai térképen, de még inkább az 1375-1385 között készült Katalán Atlaszon Mali uralkodóját úgy ábrázolták, mint egy nyugati uralkodót, csak az arca volt fekete. Trónján ült szakállasan és koronával a fején, kezében jogar és országalma. Olyan király benyomását keltette, aki bármely keresztény uralkodóval egyenrangú. Ezek után a hanyatlóban lévő Mali Birodalommal találkozni kiábrándító volt az európaiak számára. Minél jobban megismerték őket, a fehérek annál inkább megvetették őket, és az ezt követő évszázadokban a mansza utódainak ábrázolásában sztereotípiákat alkalmaznak: majomszerű alkatot és lelógó genitáliákat. A mali állam egészen a 16. századig létezett, de régi hatalmát és presztízsét már nem nyerte vissza.